# Linia kolejowa Plzeň – Klatovy – Železná Ruda
Linia kolejowa Plzeň – Klatovy – Železná Ruda (Linia kolejowa nr 183 (Czechy)) – jednotorowa, regionalna i częściowo zelektryfikowana linia kolejowa w Czechach. Łączy Pilzno i miejscowość Železná Ruda. Przebiega w całości przez terytorium kraju pilzneńskiego. Na odcinku Pilzno – Klatovy linia jest zelektryfikowana napięciem 25 kV 50 Hz.